# Margalit Matitiahu
Margalit Matitiahu (מַרְגָּלִית מַתִּתְיָהוּ) (Tel-Aviv, Israel, 1935) és una poetessa sefardita d'origen lleonès de pares oriünds de Salònica, llicenciada en filosofia i literatura hebrees per la Universitat de Bar-Ilan. És secretària de la Federació d'Escriptors d'Israel. Ha estat guardonada amb diversos premis literaris. Les seves primeres obres van ser escrites en llengua hebrea fins que, a mitjan anys vuitanta, un viatge a Salònica li va permetre de retrobar-se amb els seus avantpassats sefardites, totalment exterminats arran de la barbàrie nazi (Kurtijo Quemado després a Vela de luz). També ha escrit en ladino.

## Hebreu
- Pel vidre de la finestra (1976)
- El no silenci estiuenc (1979)
- Cartes blanques (1983)
- Esposada (1987)
- Escales de mitja nit (1995)

## Judeoespanyol
- Alegrica (1993)
- Matriz de luz i Vela de la luz (1997)
- Kamino de Tormento (2000)
- Vagabondo Eternel i Bozes en la Shara (2001)